# Rugby sevens nos Jogos Olímpicos de Verão da Juventude de 2014
O rugby sevens nos Jogos Olímpicos de Verão da Juventude de 2014 teve lugar entre 17 e 20 de Agosto. As provas realizaram-se no Parque de Desportos Olímpicos da Juventude em Nanquim, China. Em estreia nos Jogos dos mais jovens, o rugby sevens apareceu pela primeira vez numas Olimpíadas após ser votado como desporto olímpico para as Olimpíadas de 2016, no Rio de Janeiro.

## Qualificação
Seis equipas de cada sexo participarão. Cada Comité Olímpico Nacional (CON) pode ter uma equipa de 12 atletas em cada género. Como anfitriões, a China apurou-se automaticamente para o torneio de raparigas. As seis equipas masculinas e as restantes cinco femininas foram decididas no Campeonato do Mundo de Rugby Sevens de 2013 realizado em Moscovo, Rússia entre 28 e 30 de Junho de 2013. As melhores nações de cada uma das seis uniões regionais qualificaram uma equipa (no torneio de raparigas foram combinadas as associações da América do Norte e Caraíbas - NACRA - e Sul-americana - CONSUR).
Contudo, devido aos regulamentos que só permitem que um país esteja representado apenas num desporto de equipa (hóquei em campo, futebol e rugby sevens) com uma formação de cada sexo, algumas equipas tiveram que eleger o desporto em que participar. As equipas que recusaram deram a sua vaga às melhores seguintes da mesma unidade regional no Mundial de Rugby de Sevens de 2013. Se ninguém ocupar o lugar, qualificam-se os melhores classificados seguintes ainda não apurados.
Para poderem participar nas Olimpíadas da Juventude, os atletas devem ter nascido entre 1 de Janeiro de 1996 e 31 de Dezembro de 1997.
| Uniões regionais                    | Masculino          | Feminino                      |
| ----------------------------------- | ------------------ | ----------------------------- |
| África (CAR)                        | KEN Quênia         | TUN Tunísia                   |
| Ásia (ARFU)                         | JPN Japão          | CHN China                     |
| Europa (FIRA-AER)                   | FRA França         | ESP Espanha                   |
| América do Norte e Caraíbas (NACRA) | USA Estados Unidos | CAN Canadá USA Estados Unidos |
| América do Sul (CONSUR)             | ARG Argentina      | –                             |
| Oceânia (FORU)                      | FIJ Fiji           | AUS Austrália                 |

## Calendário
O calendário foi publicado pelo Comité Organizador dos Jogos Olímpicos da Juventude de Nanquim.
Todos os horários são pela hora padrão chinesa  (UTC+8).
| Data         | Dia da semana | Hora de início | Evento                                                                                        |
| ------------ | ------------- | -------------- | --------------------------------------------------------------------------------------------- |
| 17 de Agosto | Domingo       | 09:00 16:00    | Fase de grupos (masculino) Fase de grupos (feminino)                                          |
| 18 de Agosto | 2ª Feira      | 09:00 16:00    | Fase de grupos (masculino) Fase de grupos (feminino)                                          |
| 19 de Agosto | 3ª Feira      | 09:00          | Fase de grupos (masculino) Fase de grupos (feminino)                                          |
| 19 de Agosto | 3ª Feira      | 15:30          | Jogo 5º-6º (masculino) Jogo 5º-6º (feminino) Meias-finais (masculino) Meias-finais (feminino) |
| 20 de Agosto | 4ª Feira      | 09:00          | Jogos das medalhas (masculino) Jogos das medalhas (feminino)                                  |

## Medalhistas
| Evento                     | Ouro | Prata | Bronze |
| -------------------------- | --- | --- | --- |
| Torneio masculino detalhes | Alex Arrate Faraj Fartass Alex Gracbling Alexandre Lagarde Martin Laveau Alexandre Nicque Alexandre Pilati Arthur Retière Alexandre Roumat Atila Septar Sacha Valleau Matthieu Voisin FRA França                 | José Barros Sosa Lautaro Bazán Vélez Vicente Boronat Enrique Camerlinckx Juan Cruz Camerlinckx Juan Ignacio Conil Vila Manuel de Sousa Carrusca Bautista Delguy Indalecio Ledlesma Hugo Miotti Mariano Romanini Isaac Sprenger ARG Argentina | Josaia Cokaibusa Waisea Daroko Timoci Meya Ratu Nawabalavu Sailasa Powell Alipate Qaraniqio Filipe Qoro Navitalai Ralawa Joseva Rauga Semi Tabacule Ratu Uluiviti Eminoni Vuidravuwalu FIJ Fiji |
| Torneio feminino detalhes  | Brooke Anderson Marioulla Belessis Shenae Ciesiolka Dominique du Toit Kellie-Marie Gibson Raecene McGregor Caitlin Morgan Tiana Penitani Amber Pilley Mackenzie Sadler Tayla Stanford Laura Waldie AUS Austrália | Moanda Anglo Catherine Boudreault Pamphinette Buisa Hannah Darling Chanelle Edwards-Challenger Ashley Gordon Lauren Kerr Jenna Morrison Kaitlyn Richard Cass Schmidt Maddy Seatle Charity Williams CAN Canadá                                | Gao Xue Gao Yueying Li Tian Ling Chen Liu Xiaoqian Luo Yawen Shen Yingying Sun Caihong Wang Tingting Wu Fan Yan Meiling Yang Feifei CHN China                                                   |

## Quadro de medalhas
| Ordem | País          | Medalha de ouro | Medalha de prata | Medalha de bronze |   |
| ----- | ------------- | --------------- | ---------------- | ----------------- | - |
| 1     | AUS Austrália | 1               |                  |                   | 1 |
|       | FRA França    | 1               |                  |                   | 1 |
| 3     | ARG Argentina |                 | 1                |                   | 1 |
|       | CAN Canadá    |                 | 1                |                   | 1 |
| 5     | CHN China     |                 |                  | 1                 | 1 |
|       | FIJ Fiji      |                 |                  | 1                 | 1 |
| TOTAL | TOTAL         | 2               | 2                | 2                 | 6 |